# Comté de Dixon
Pour les articles homonymes, voir Dixon.
Le comté de Dixon est un comté de l'État du Nebraska, aux États-Unis. Son siège est la ville de Ponca.